# حزب الشعب الكيني
حزب الشعب الكيني هو حزب سياسي في كينيا. زعيمه هو جاكوب وانجاي جيتاو.

## التاريخ
تأسس الحزب في عام 1996،  رشح سبعة مرشحين للجمعية الوطنية للانتخابات العامة لعام 2007. على الرغم من أنه حصل على 0.15٪ فقط من الأصوات الوطنية، إلا أنه فاز بمقعد واحد،  لزعيم الحزب ديفيد نجوجونا كيبوري مورا في لاري.
على الرغم من ترشيح 12 مرشحًا في مجلس الأمة لانتخابات 2013 وزيادة حصته في التصويت إلى 0.4٪، فشل الحزب في الفوز بمقعد. ومع ذلك، فقد فاز بمقاعد في المجالس في مقاطعات ميرو وكيتوي وماكويني.

## روابط خارجية
- الموقع الرسمي